# Titouan Castryck
Titouan Castryck (* 28. August 2004 in Saint-Malo) ist ein französischer Kanute.

## Karriere
Titouan Castryck gewann international seine erste Medaille im Erwachsenenbereich bei den Weltmeisterschaften 2022 in Augsburg, als er in der Mannschaftswertung den dritten Rang belegte. Diese Platzierung gelang ihm mit der französischen Mannschaft auch bei den Europaspielen 2023 in Krakau und den Europameisterschaften 2024 in Ljubljana, während er bei den Weltmeisterschaften 2023 in London mit der Mannschaft Vizeweltmeister wurde.
2024 war Castryck Teil der französischen Delegation bei den Olympischen Spielen in Paris. Dabei schloss er zunächst die Vorläufe auf Rang eins ab und qualifizierte sich als Dritter des Halbfinals für den Endlauf. In diesem erzielte er mit der Zeit von 88,42 s das zweitschnellste Resultat. Damit erhielt Castryck hinter Giovanni De Gennaro aus Italien, der nach 88,22 s als Olympiasieger die Ziellinie überquerte, und vor dem mit 88,87 s drittplatzierten Spanier Pau Echaniz als Zweitplatzierter die Silbermedaille. Im Kajak-Cross schied er hingegen im Viertelfinale aus. Bei den Europameisterschaften 2025 sicherte er sich sowohl im Einzel als auch mit der Mannschaft zwei weitere Silbermedaillen.
Für seinen Medaillengewinn bei den Olympischen Spielen erhielt Castryck am 24. September 2024 das Ritterkreuz des Ordre national du Mérite. Er schloss 2023 an der Universität Straßburg ein Studium der Sportwissenschaften ab.